# Arrencar cebes
Arrencar cebes és un joc popular infantil.
Els jugadors poden estar asseguts a terra o en un banc; el primer ha d'estar recolzat a la paret, en un arbre… Tots els participants fan de cebes, menys un, a qui toca parar.
Les cebes seuen l'una a la falda de l'altra i s'agafen ben fort per la cintura. Seuen per ordre de força: primer el més forçut, a la seva falda el segon i així fins que el més petit queda al davant.
Tot seguit se li acosta el jugador que fa de pagès i l'estira pels braços, fins que aconsegueix arrencar-la dels altres que la subjecten amb força. La ceba arrencada ajuda qui para, posant-se al seu darrere i agafant-la per la cintura.
Així en van arrencant fins que aconsegueixen fer seguir l'última (de vegades en arrencar-les es fan seguir tres o quatre cebes de cop).
És un joc tradicional català del segle xix.